# Dalton Trumbo
James Dalton Trumbo (9 tháng 12 năm 1905 – 10 tháng 9 năm 1976) là một nhà biên kịch và tiểu thuyết gia người Mỹ, người soạn kịch bản cho các bộ phim bao gồm Roman Holiday, Exodus, Spartacus, và Thirty Seconds Over Tokyo. Một trong Hollywood Ten, ông đã từ chối làm chứng trước Ủy ban Hạ viện Kiểm tra Hành động Bất hợp Hoa Kỳ (House Un-American Activities Committee - HUAC) trong năm 1947 trong cuộc điều tra của Ủy ban về ảnh hưởng của chủ nghĩa cộng sản trong ngành công nghiệp điện ảnh. Ông sau đó bị đưa vào danh sách đen của ngành công nghiệp này. Trumbo sau đó tiếp tục làm việc một cách bí mật, sản xuất tác phẩm dưới tên của các tác giả khác. Các tác phẩm không được công nhận của ông đoạt được hai giải Oscar; một giải cho Roman Holiday (1953) được trao cho một nhà biên kịch mang tính bình phong, và một cho The Brave One (1956) được trao cho một bút danh. Sự ghi danh công khai đối với việc ông là tác giả của cả hai bộ phim Exodus và Spartacus năm 1960 đã đánh dấu sự chấm dứt của Danh sách đen Hollywood. Những thành tựu trước đó của ông cuối cùng cũng được ghi danh với tên của ông bởi Hiệp hội các nhà biên kịch (Writers Guild), 60 năm sau khi diễn ra.

## Đầu đời
Trumbo sinh ra ở Montrose, Colorado, là con trai của Maud (nhũ danh Tillery) và Orus Bonham Trumbo. Gia đình ông đã chuyển đến Grand Junction vào năm 1908. Ông tự hào về tổ tiên nhập cư bên họ nội của ông, một người đàn ông là tín đồ Tin Lành gốc Thụy Sĩ có tên Jacob Trumbo, người định cư ở thuộc địa Virginia vào năm 1736. Trumbo tốt nghiệp Trường trung học Grand Junction. Khi vẫn còn đang học trung học, ông làm việc cho Walter Walker với tư cách là một phóng viên mới vào nghề của Nhật báo Sentinel, Grand Junction, bao gồm các lĩnh vực về tòa án, trường trung học, các tổ chức tang lễ và công dân. Ông nhập học tại Đại học Colorado ở Boulder trong hai năm, làm việc như là một phóng viên của Nhật báo máy ảnh Boulder (Boulder Daily Camera) và đóng góp cho tạp chí hài hước của trường, niên giám, và tờ báo của trường. Ông cũng là thành viên của Hội Sinh viên Quốc tế Delta Tau Delta.
Trong chín năm sau khi cha của ông qua đời, Trumbo đã làm công việc gói bánh mì vào ca đêm tại một tiệm bánh ở Los Angeles, và nhập học vào Đại học Nam California. Đồng thời, ông đã viết các bài phê bình phim, 88 truyện ngắn và sáu tiểu thuyết, tất cả đều bị từ chối xuất bản.

## Sự nghiệp

### Buổi đầu sự nghiệp
Trumbo bắt đầu sự nghiệp viết kịch bản chuyên nghiệp vào đầu thập niên 1930, khi nhiều bài viết và bài báo của ông được xuất bản trong các tạp chí chính thống, bao gồm Saturday Evening Post, McCall's Magazine, Vanity Fair, và Hollywood Spectator. Năm 1934, Trumbo được thuê làm tổng biên tập của Hollywood Spectator. Sau đó ông rời khỏi tạp chí để trở thành một người soát kịch bản trong bộ phận cốt truyện của hãng Warner Bros..
Cuốn tiểu thuyết được xuất bản đầu tiên của ông là Eclipse (1935), được phát hành trong thời kỳ Đại khủng hoảng. Viết theo phong cách hiện thực xã hội, Trumbo đã vẽ nên những năm của mình tại Grand Junction để miêu tả một thị trấn và những người ở đó. Cuốn sách đã gây tranh cãi ở thành phố quê hương ông, nơi mà nhiều người đã đề cập đến chân dung hư cấu của ông. Nhưng nhiều năm sau khi ông qua đời, Trumbo đã được vinh danh bằng cách đặt một bức tượng của ông ở phía trước Nhà hát Avalon ở Main Street, nơi ông được mô tả đang viết một kịch bản trong một cái bồn tắm.
Trumbo bắt đầu làm phim trong năm 1937 nhưng vẫn tiếp tục công việc viết văn. Tiểu thuyết phản chiến Johnny Got His Gun đã giành được một trong những Giải thưởng Sách Quốc gia đầu tiên: giải cho hạng mục Sách nguyên bản nhất vào năm 1939. Nó đã được lấy cảm hứng từ một bài viết mà Trumbo đã đọc nhiều năm trước đó, một bản tường thuật chuyến thăm bệnh viện bởi Hoàng tử xứ Wales cho một người lính Canada đã mất tất cả chân tay trong Chiến tranh thế giới thứ nhất.
Trong những năm cuối thập kỷ 1930 và đầu những năm 1940, Trumbo đã trở thành một trong những nhà làm phim được trả lương cao nhất của Hollywood, với mức thu nhập khoảng $4000 mỗi tuần khi chuyển nhượng, và kiếm được $80.000 trong một năm. Ông đã làm ra các bộ phim như Thirty Seconds Over Tokyo (1944), Our Vines Have Tender Grapes (1945), và Kitty Foyle (1940), mà ông đã được đề cử một giải Oscar cho kịch bản chuyển thể xuất sắc nhất.

### Bào chữa về chính trị và lọt vào danh sách đen
Trumbo dành sự ủng hộ cho Đảng Cộng sản ở Hoa Kỳ trước những năm 1940, mặc dù ông không tham gia đảng này cho đến năm 1943. Ông là một người theo chủ nghĩa ly khai. Cuốn tiểu thuyết The Remarkable Andrew của ông đã mô tả hồn ma của Tổng thống Andrew Jackson xuất hiện để cảnh báo Hoa Kỳ không tham gia vào Chiến tranh thế giới thứ hai. Trong một bài đánh giá về cuốn sách, tạp chí Time đã khôn khéo đùa giỡn, "Những quan điểm của Tướng Jackson không gây ngạc nhiên cho những ai nhận ra rằng George Washington và Abraham Lincoln hăng hái noi theo đường lối của Đảng Cộng sản trong những năm gần đây".
Không lâu sau cuộc xâm lược của Đức vào Liên Xô năm 1941, Trumbo và nhà xuất bản của ông đã quyết định đình chỉ việc tái bản Johnny Got His Gun cho tới khi kết thúc chiến tranh. Trong chiến tranh, Trumbo đã nhận được thư từ các cá nhân "lên án người Do Thái" và sử dụng Johnny để ủng hộ những lập luận của họ về "một sự hòa bình được đàm phán ngay lập tức" với Đức Quốc xã; Trumbo đã báo cáo những phóng viên này cho FBI. Trumbo đã hối hận về quyết định này, mà ông gọi là "dại dột". Sau khi hai nhân viên của FBI xuất hiện tại nhà ông, ông hiểu rằng "mối quan tâm của họ không nằm trong những lá thư mà nằm ở tôi".
Trong một bài báo năm 1946 mang tựa đề "Mối đe doạ Liên Xô" (The Russian Menace) xuất bản trong tạp chí Script Magazine của Rob Wagner, Trumbo đã viết từ quan điểm của một công dân Liên Xô hậu Chiến tranh thế giới thứ hai. Ông lập luận rằng người Nga có thể sợ số lượng quân đội Hoa Kỳ bao vây họ, vào thời điểm mà quan điểm đồng cảm đối với các nước cộng sản đã bị xem xét nghi ngờ. Ông đã kết thúc bài báo bằng việc phát biểu, "Nếu tôi là người Nga...Tôi sẽ rất lo lắng, và tôi sẽ kiến nghị chính phủ của tôi thực hiện các biện pháp ngay lập tức chống lại cái dường như là một cú đánh gần như chắc chắn nhằm vào sự tồn tại của tôi. Đây là cách nó phải xuất hiện ở Liên Xô ngày nay". Ông lập luận rằng Hoa Kỳ là một "mối đe doạ" với Liên Xô, chứ không phải là quan điểm phổ biến của người Mỹ về Nga như một "mối đe doạ đỏ". Theo tác giả theo chủ nghĩa chống cộng sản Kenneth Billingsley vào năm 2000, Trumbo đã viết trong The Daily Worker rằng ảnh hưởng của cộng sản ở Hollywood đã ngăn cản những bộ phim được làm từ những cuốn sách chống cộng sản, chẳng hạn như Darkness at Noon và The Yogi and the Commissar của Arthur Koestler.
Vào ngày 29 tháng 7 năm 1946, William R. Wilkerson, nhà xuất bản và là người sáng lập của tờ The Hollywood Reporter, đã xuất bản một cột báo "TradeView" mang tựa đề "Một phiếu cho Joe Stalin" (A Vote For Joe Stalin). Bài báo này có liệt kê tên của Trumbo và một số người khác như những người theo chủ nghĩa cộng sản, những người đầu tiên được biết đến với cái tên "Danh sách đen của Billy" (Billy's Blacklist). Vào tháng 10 năm 1947, dựa vào những cái tên này, Ủy ban Hạ viện Kiểm tra Hành động Bất hợp Hoa Kỳ (HUAC) đã triệu tập Trumbo và chín người khác làm chứng cho vụ điều tra của họ về việc các điệp viên và những người ủng hộ cộng sản đã lén lút tuyên truyền trong các bộ phim của Mỹ. Các nhà văn đã từ chối cung cấp thông tin về sự liên quan của chính họ hoặc bất kỳ người nào khác và đã bị kết án vì tội không tuân lệnh Quốc hội. Họ đã kháng án lên Tòa án Tối cao theo Tu chính án số một nhưng thua kiện. Năm 1950, Trumbo phải phục vụ mười một tháng trong trại cải tạo Liên bang ở Ashland, Kentucky. Trong bộ phim tài liệu năm 1976 Hollywood On Trial, Trumbo nói rằng "Theo như tôi quan tâm, đó là một bản án hoàn toàn xứng đáng. Tôi đã khinh miệt Quốc hội đó và đã từng khinh miệt vài người kể từ đó. Và trên cơ sở của việc có tội hoặc vô tội, tôi đã có thể không bao giờ thực sự phàn nàn quá nhiều. Điều đó, điều này, một tội phạm hoặc hành động tội lỗi, là sự khiếu nại, sự khiếu nại của tôi."
Trong khi đó, MPAA đã đưa ra một bản tuyên bố rằng Trumbo và đồng phạm của ông sẽ không được phép hoạt động trong ngành công nghiệp này, trừ khi họ từ bỏ chủ nghĩa cộng sản dưới sự tuyên thệ. Sau khi hoàn thành bản án, Trumbo đã bán trang trại của mình và di chuyển cùng gia đình tới thành phố Mexico với Hugo Butler và vợ ông là Jean Rouverol, những người cũng bị đưa vào danh sách đen. Tại Mexico, Trumbo đã viết 30 kịch bản với các bút danh khác nhau, cho các hãng phim B-movie như King Brothers Productions. Trong trường hợp của Gun Crazy (1950), được chuyển thể từ một truyện ngắn của MacKinlay Kantor, Kantor đồng ý là người tiền phong cho kịch bản phim của Trumbo. Vai trò của Trumbo trong kịch bản phim không được tiết lộ mãi cho đến năm 1992.
Trong thời kỳ danh sách đen này, Trumbo cũng đã viết kịch bản cho phim The Brave One (1956) cho hãng King Brothers; bộ phim này đã nhận được một giải Oscar cho truyện gốc hay nhất được ghi danh cho Robert Rich, một cái tên được mượn từ một cháu trai của nhà sản xuất. Trumbo nhớ lại thu nhập trung bình $1.750 mỗi bộ phim cho 18 kịch bản được viết trong vòng hai năm và nói, "Không có gì là quá tốt".
Năm 1956, ông xuất bản The Devil in the Book, một bài phân tích về việc kết án của 14 bị cáo vi phạm đạo luật Smith ở California. Đạo luật đưa ra các hình phạt hình sự cho việc ủng hộ việc lật đổ chính phủ Hoa Kỳ và yêu cầu tất cả những người trưởng thành không có tư cách công dân phải đăng ký với chính phủ.

### Sự nghiệp sau này
Dần dần danh sách đen bị trở nên suy yếu; với sự hỗ trợ của đạo diễn Otto Preminger, Trumbo đã được ghi danh cho kịch bản của bộ phim năm 1960 Exodus, chuyển thể từ cuốn tiểu thuyết cùng tên của Leon Uris. Không lâu sau đó, nam diễn viên Kirk Douglas đã thông báo rằng Trumbo đã viết kịch bản cho bộ phim của Stanley Kubrick mang tên Spartacus (1960) với Douglas thủ vai chính. Với hành động này, Douglas đã giúp chấm dứt quyền lực của danh sách đen. Trumbo được phục hồi quyền thành viên của Hiệp hội các nhà biên kịch Hoa Kỳ bờ Tây (Writers Guild of America, West) và được ghi danh vào tất cả các kịch bản tiếp theo. Cuối cùng trong năm 2011, Hiệp hội đã khôi phục đầy đủ tư cách biên kịch của ông cho kịch bản phim Roman Holiday. Năm 1971, Trumbo đã đạo diễn bộ phim chuyển thể từ cuốn tiểu thuyết của ông Johnny Got His Gun, trong đó có sự góp mặt của Timothy Bottoms, Diane Varsi, Jason Robards và Donald Sutherland. Một trong những bộ phim cuối cùng mà Trumbo viết kịch bản, Executive Action (1973), được dựa trên vụ ám sát Kennedy. Năm 1975, Viện Hàn lâm Hoa Kỳ chính thức công nhận Trumbo là người đoạt giải Oscar cho The Brave One và tặng ông một bức tượng nhỏ.

## Đời tư
Năm 1938, Trumbo kết hôn với Cleo Fincher. Bà sinh tại Fresno vào ngày 17 tháng 7 năm 1916, và di chuyển cùng với người mẹ đã ly dị, em trai và em gái của mình tới Los Angeles. Cleo Trumbo qua đời vì tuổi già ở tuổi 93 vào ngày 9 tháng 10 năm 2009 ở Los Altos. Vào thời gian đó, cô sống với cô con gái nhỏ Mitzi. Gia đình Trumbo có ba người con: nhà làm phim và biên kịch Christopher Trumbo, một chuyên gia am hiểu về danh sách đen Hollywood; Melissa, tên thân mật là Mitzi, là một nhiếp ảnh gia; và Nikola Trumbo, một nhà trị liệu tâm lý. Con gái Mitzi của ông đã hẹn hò với nam danh hài Steve Martin khi cả hai đều ở độ tuổi 20, chuyện được kể lại trong cuốn sách xuất bản năm 2007 của Martin, Born Standing Up. Rất nhiều bức ảnh quảng cáo thời kỳ đầu của Martin được chụp bởi Trumbo.

## Qua đời và vinh danh
Trumbo qua đời tại Los Angeles vì một cơn đau tim ở tuổi 70 vào ngày 10 tháng 9 năm 1976. Ông đã hiến thân thể cho việc nghiên cứu khoa học.
Năm 1993, Trumbo được truy tặng giải Oscar cho kịch bản tác phẩm Roman Holiday (1953). Phần ghi danh trên màn ảnh và giải thưởng trước đó được trao cho Ian McLellan Hunter, người nhận là một người tiền phong cho Trumbo. Một bức tượng mới đã được thực hiện cho giải thưởng này vì con trai của Hunter từ chối gửi lại giải mà cha ông đã nhận được.
Năm 2003, Christopher Trumbo đã dựng một vở kịch Off-Broadway dựa trên những lá thư của cha mình có tên gọi Trumbo: Red, White and Blacklisted, trong đó có nhiều diễn viên đóng vai cha của mình trong thời gian diễn tiến câu chuyện, bao gồm Nathan Lane, Tim Robbins, Brian Dennehy, Ed Harris, Chris Cooper và Gore Vidal. Ông đã chuyển thể nó thành bộ phim Trumbo (2007), thêm vào các đoạn phim tài liệu và các cuộc phỏng vấn mới.
Một phiên bản phim chính kịch về cuộc đời của Trumbo, cũng mang tên gọi Trumbo, được ra mắt vào tháng 11 năm 2015. Bộ phim có sự thủ vai của Bryan Cranston trong vai nhà biên kịch này và được đạo diễn bởi Jay Roach. Với vai diễn Trumbo, Cranston đã nhận được đề cử cho Giải Oscar cho nam diễn viên chính xuất sắc nhất tại Lễ trao giải Oscar lần thứ 88, nhưng đã thua Leonardo DiCaprio trong phim The Revenant.
Bộ sưu tập phim của Trumbo được lưu trữ tại Phòng lưu trữ Viện hàn lâm (Academy Film Archive) và chủ yếu bao gồm các tài liệu sản xuất 35mm bao quát liên quan đến bộ phim phản chiến năm 1971 Johnny Got His Gun.

## Tác phẩm
Các tác phẩm phim chọn lọc
- Road Gang, 1936
- Love Begins at 20, 1936
- Devil's Playground, 1937
- Fugitives for a Night, 1938
- A Man to Remember, 1938
- Five Came Back, 1939 (cùng Nathanael West và J. Cody)
- Curtain Call, 1940
- A Bill of Divorcement, 1940
- Kitty Foyle, 1940
- You Belong to Me, 1941 (truyện gốc)
- The Remarkable Andrew, 1942
- Tender Comrade, 1944
- A Guy Named Joe, 1944
- Thirty Seconds Over Tokyo, 1944
- Our Vines Have Tender Grapes, 1945
- Gun Crazy, 1950 (đồng biên kịch, tiền phong bởi Millard Kaufman)
- He Ran All the Way, 1951 (đồng biên kịch, tiền phong bởi Guy Endore)
- The Prowler, 1951 (không được ghi danh, cùng Hugo Butler)
- Roman Holiday, 1953 (tiền phong bởi Ian McLellan Hunter)
- They Were So Young 1954, (dưới bút danh Felix Lutzkendorf)
- The Boss, 1956 (tiền phong bởi Ben L. Perry)
- The Brave One, 1956 (dưới bút danh Robert Rich)
- The Green-Eyed Blonde, 1957 (tiền phong bởi Sally Stubblefield)
- From the Earth to the Moon, 1958 (đồng biên kịch, tiền phong bởi James Leicester)
- Cowboy, 1958 (tiền phong bởi Edmund H. North)
- Spartacus, 1960, dạo diễn bởi Stanley Kubrick
- Exodus, 1960, dạo diễn bởi Otto Preminger (dựa trên tiểu thuyết cùng tên của Leon Uris năm 1958)
- The Last Sunset, 1961
- Town Without Pity, 1961
- Lonely are the Brave, 1962
- The Sandpiper, 1965
- Hawaii, 1966 (dựa trên tiểu thuyết viết bởi James Michener, 1959)
- The Fixer, 1968
- Johnny Got His Gun, 1971 (cũng đạo diễn)
- The Horsemen, 1971
- F.T.A., 1972
- Executive Action, 1973
- Papillon, 1973 (dựa trên tiểu thuyết của Henri Charrière, 1969)

Tiểu thuyết, kịch bản và tiểu luận
- Eclipse, 1935
- Washington Jitters, 1936
- Johnny Got His Gun, 1939
- The Remarkable Andrew, 1940 (cũng có tên là Chronicle of a Literal Man)
- The Biggest Thief in Town, 1949 (kịch)
- The Time Out of the Toad, 1972 (tiểu luận)
- Night of the Aurochs, 1979 (chưa hoàn tất, hiệu đính bởi R. Kirsch)

Phi hư cấu
- Harry Bridges, 1941
- The Time of the Toad, 1949
- The Devil in the Book, 1956
- Additional Dialogue: Letters of Dalton Trumbo, 1942–62, 1970 (hiệu đính bởi H. Manfull)